# David Chase
David Henry Chase (Mount Vernon, 22 agosto 1945) è uno sceneggiatore, regista, produttore televisivo e produttore cinematografico statunitense.

## Biografia
David Chase è discendente da una famiglia italiana, figlio unico di Henry e Norma Chase. Fu suo padre ad americanizzare il cognome DeCesare in Chase. È principalmente noto al grande pubblico per essere il creatore della pluripremiata serie televisiva I Soprano, a cui ha lavorato anche come sceneggiatore e regista (nel primo episodio e nell'acclamato e controverso episodio finale). È il padre dell'attore Mark Chase e di Michele DeCesare, che ha preso parte alla serie di Chase interpretando Hunter, personaggio secondario e migliore amica di Meadow Soprano.

## Filmografia parziale

### Regista

#### Cinema
- Not Fade Away (2012)

#### Televisione
- Alfred Hitchcock presenta (Alfred Hitchcock Presents) – serie TV, episodio 1x16 (1986)
- Quasi adulti (Almost Grown) – serie TV, episodio 1x01 (1988)
- I Soprano (The Sopranos) – serie TV, episodi 1x01-6x21 (1999, 2007)

### Sceneggiatore

#### Cinema
- La bara del vampiro (Grave of the Vampire), regia di John Hayes (1972)
- Not Fade Away, regia di David Chase (2012)
- I molti santi del New Jersey (The Many Saints of Newark), regia di Alan Taylor (2021)

#### Televisione
- The Bold Ones: The Lawyers – serie TV, episodio 3x04 (1971)
- Il mago (The Magician) – serie TV, 7 episodi (1974)
- Kolchak: The Night Stalker – serie TV, 8 episodi (1974-1975)
- Switch – serie TV, 6 episodi (1975-1976)
- Agenzia Rockford (The Rockford Files) – serie TV, 20 episodi (1976-1979)
- Off the Minnesota Strip, regia di Lamont Johnson – film TV (1980)
- Alfred Hitchcock presenta (Alfred Hitchcock Presents) – serie TV, episodio 1x16 (1986)
- Quasi adulti (Almost Grown) – serie TV, episodi 1x01-1x06 (1988-1989)
- Io volerò via (I'll Fly Away) – serie TV, 4 episodi (1991-1992)
- I Soprano (The Sopranos) – serie TV, 24 episodi (1999-2007)

### Produttore

#### Cinema
- Moonlighting - Cittadini di nessuno (Moonlight), regia di Jerzy Skolimowski (1982) - produttore esecutivo
- Not Fade Away, regia di David Chase (2012)
- I molti santi del New Jersey (The Many Saints of Newark), regia di Alan Taylor (2021)

#### Televisione
- Agenzia Rockford (The Rockford Files) – serie TV, 65 episodi (1976-1979)
- Off the Minnesota Strip, regia di Lamont Johnson – film TV (1980)
- Quasi adulti (Almost Grown) – serie TV, 13 episodi (1988-1989) - produttore esecutivo
- Io volerò via (I'll Fly Away) – serie TV, 24 episodi (1991-1993) - produttore esecutivo
- Un medico tra gli orsi (Northern Exposure) – serie TV, 47 episodi (1993-1995) - produttore esecutivo
- I Soprano (The Sopranos) – serie TV, 86 episodi (1999-2007) - produttore esecutivo

## Premi principali
Per le sceneggiature, soprattutto per I Soprano, Chase ha ricevuto i più alti riconoscimenti televisivi americani, a volte assieme ad altri scrittori. Tra i principali:
- 4 Emmy Awards:

1978 Agenzia Rockford, Miglior Serie Drammatica;
1980 Off the Minnesota Strip, Miglior Miniserie Televisiva;
1999 (ep. 5: Un conto da saldare), assieme allo sceneggiatore James Manos Jr.;
2003 (ep. 52: Scene da un matrimonio), vinto con gli co-sceneggiatori Robin Green e Mitchell Burgess;
2007 (ep. 86: Made in America).
È stato in totale candidato 23 volte agli Emmy, dal 1974 al 2007, in veste di sceneggiatore, regista o produttore.
- 1 Golden Globe Award: 2000, su un totale di 6 candidature (1 per Agenzia Rockford, 2 per I'll Fly Away, 3 per I Soprano).
- 1 speciale EAPA nel 2005, per la sua opera come "Mystery Writer of America".